# Interoreceptor
Interoreceptory (wisceroreceptory) – receptory znajdujące się w ścianach narządów wewnętrznych i naczyń krwionośnych. Związane są z czuciem trzewnym. 
Receptory te są pobudzane przez różnego rodzaju bodźce: zmiany ciśnienia krwi, bodźce mechaniczne, czynniki chemiczne krążące we krwi lub powstające w narządach w przebiegu metabolizmu, zmiany temperatury lub zmiany ciśnienia osmotycznego.
Rozróżnia się 5 typów interoreceptorów: presoreceptory, mechanoreceptory, chemoreceptory, termoreceptory oraz osmoreceptory.
Impulsy pochodzące z interoreceptorów odgrywają ważną rolę w regulacji napięcia ścian naczyń krwionośnych i regulacji pracy narządów wewnętrznych. Dzięki tym impulsom utrzymują się powiązania odruchowe między narządami jednego lub różnych układów organizmu.